# Cheregüé
Cheregüé est l'une des trois paroisses civiles de la municipalité de Bolívar dans l'État de Trujillo au Venezuela. Sa capitale est Altamira de Caús.